# Tmesisternus phaleratus
Tmesisternus phaleratus är en skalbaggsart som först beskrevs av Thomson 1865.  Tmesisternus phaleratus ingår i släktet Tmesisternus och familjen långhorningar. Inga underarter finns listade i Catalogue of Life.